# Пойзънблек
„Пойзънблек“ (Poisonblack) е прогресив метъл и готик метъл група в Оулу, Финландия.
Създадена е от Ville Laihiala, вокалист и китарист на разпадналата се група Sentenced. След първия албум Escapexstacy на групата Laihiala, който пише текстовете на песните, заема мястото на напусналия Juha-Pekka Leppäluoto.
През 2006 г. правят турне заедно с Lacuna Coil. Правили са концерти във Финландия и зад граница.

## Състав

### Оригинален
- Juha-Pekka Leppäluoto – вокали
- Janne Kukkonen – бас
- Janne Dahlgren – китара

### Настоящ
- Ville Laihiala – вокали / китара
- Tarmo Kanerva – барабани
- Marco Sneck – синтезатор
- Antti Remes – бас
- Janne Markus – китара

## Дискография

### Албуми
- Escapexstacy (2003)
- Lust Stained Despair (2006)
- A Dead Heavy Day (2008)
- Blooddrunk (2008)

### Сингли
- Rush (2006)